# Nestor Cambier
Pour les articles homonymes, voir Cambier.
Nestor Cambier, né à Couillet le 18 août 1879 et mort à Uccle le 3 août 1957, est un artiste peintre et dessinateur belge, dont les portraits ont été favorablement comparés avec ceux de John Singer Sargent mais qui est presque oublié aujourd'hui. Il a peint aussi des paysages, des vues de ville et des intérieurs, des natures mortes, des peintures murales, des fresques et des vitraux ainsi que de nombreux dessins au pastel.

## Biographie

### Enfance et formation
Nestor Alfred Ghislain Cambier, né à Couillet près de Charleroi le 18 août 1879, est le fils d'Émile Cambier, ajusteur, et d'Eugénie Ficheroulle. Il se marie le 26 septembre 1946 avec Lucienne Petitjean à Charleroi. 
Il étudie au collège d'Ixelles (Bruxelles) avant d'entrer à l'Académie royale des beaux-arts de Bruxelles, pour étudier l'art de portrait sous la supervision des portraitistes Joseph Stallaert et Gustave Vanaise jusqu'en 1900. À vingt et un ans, il avait déjà exposé au Salon des Bruxelles, avec un portrait d'une jeune fille et d'un paysage.

### Vie professionnelle
En 1903, Cambier expose au Salon triennal de beaux-arts de Bruxelles avec le dessin d'un cabaretier brabançon, une kermesse, un grand tableau du Cid et du Lépreux, et une étude au pastel de Salomé.
Il voyage aux États-Unis (1906–1909), travaillant d'abord dans les studios d'Ascenzo. Il a continué à peindre des portraits et, en 1907, il expose à l'Académie des Beaux-Arts de Philadelphie, en Pennsylvanie, où il a remporté le prix John Wanamaker. Plus tard, il a conçu de grands vitraux de la basilique cathédrale du Sacré-Cœur (en), Newark (New Jersey), pendant la construction.
Il retourne en Belgique en 1909, où il peint plus des portraits et puis il commence à peindre des paysages. En 1914, il organise une exposition de ses œuvres à Blankenberge, en Belgique. À la suite du déclenchement de la Première Guerre mondiale en août 1914, il parvient à rallier l'Angleterre. Cette guerre entraîne cependant la perte de plusieurs de ses toiles.
Il passe ensuite 19 ans de façon intermittente au Royaume-Uni (1914-1933), et en 1915 et 1916. Il fait don de certaines de ses œuvres pour la vente aux enchères au nom de la Croix-Rouge britannique, atteignant des prix comparables avec les meilleurs artistes anglais. En 1923, il devient membre de l'Académie des Arts du Nord britannique en 1923[réf. souhaitée]. Cette période a été remarquable en ce qu'il devient un invité résident de Lord et Lady Barber à Culham Court, près de Henley-on-Thames, dans l'Oxfordshire.

## Renommée posthume
Après sa mort à Bruxelles en 1957, une rétrospective a lieu à Bruxelles en 1967 à la galerie René Baron Steens. Ses œuvres se trouvent à Birmingham, Londres, Paris, Reims et Lausanne,.
Peut-être la plus grande collection de peintures de Cambier est conservée par l'Institut des Beaux-Arts Barber à l'Université de Birmingham, qui a été fondée par Dame Marthe Constance Barber Hattie (1869-1933), qui a épousé l'avocat et promoteur immobilier, William Henry Barber, un développeur qui a fait fortune dans la banlieue de Birmingham en expansion. Par la mi-trentaine, lui et Lady Barber ont pu se retirer à Culham Court, un domaine du XVIIIe siècle dans l'Oxfordshire, Angleterre. Entre 1914 et 1930, Cambier était un visiteur fréquent et domicilié à Culham Court où il peint des paysages de la propriété et dix-huit portraits commandée par Lady Barber en cadeau pour son mari. Lord Barber est décédé en 1927, et Lady Barber a fondé l'Institut en 1932 à laquelle tous les tableaux sont transférés. Sinon, toutes ses autres peintures semblent être dispersées et dans des mains privées.

## Musée d'Art

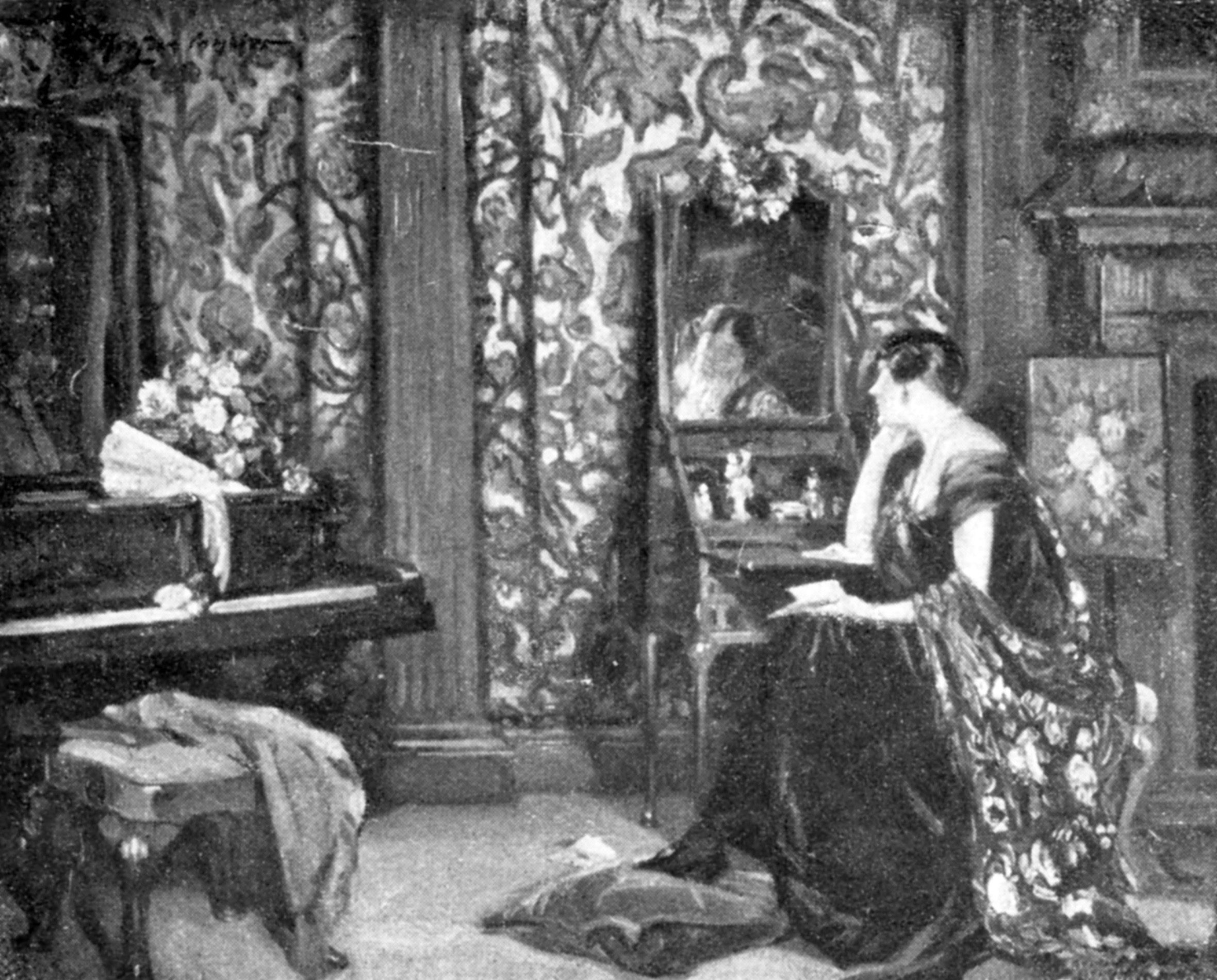
Le Miroir
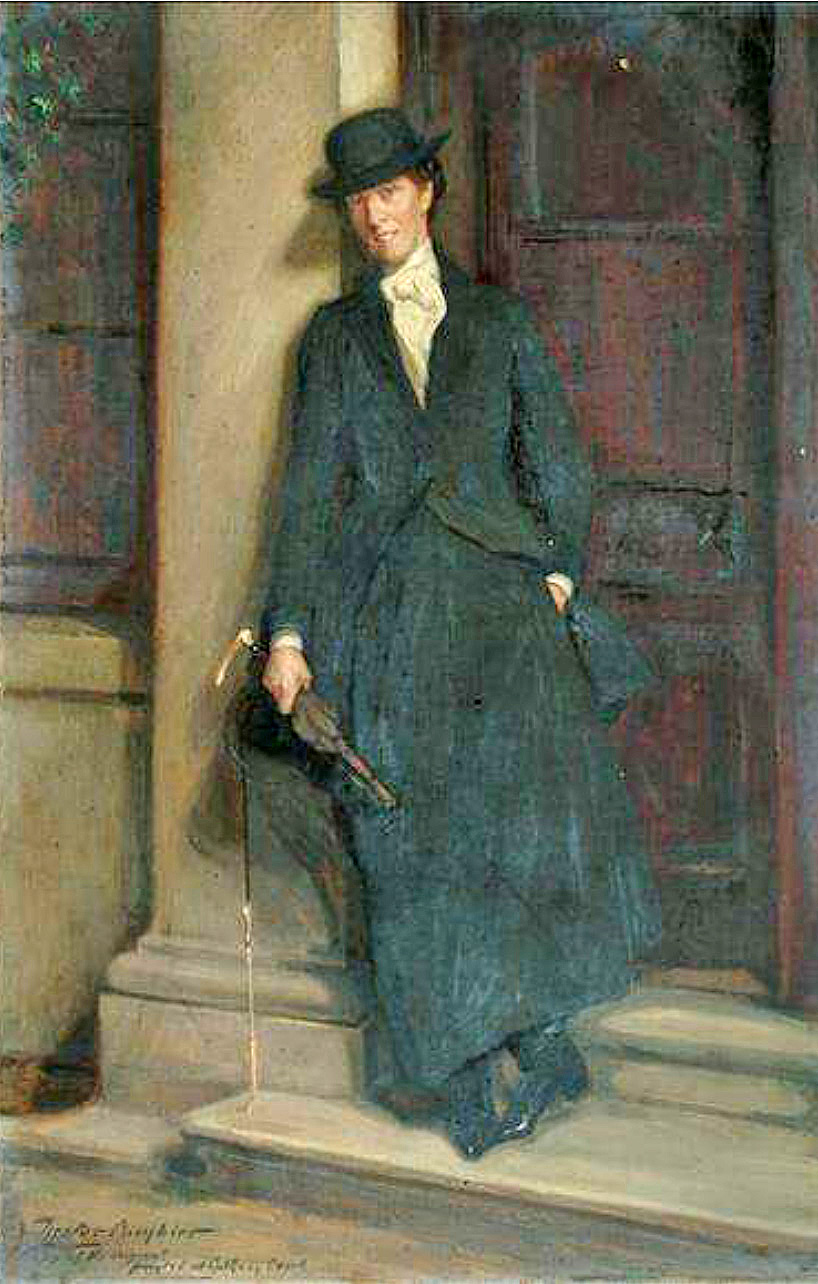
Lady Barber (1916)
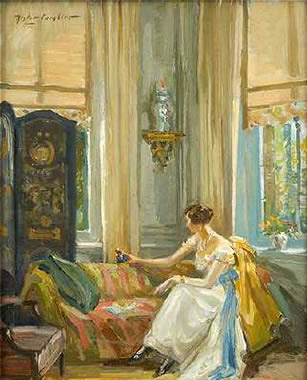
Intérieur
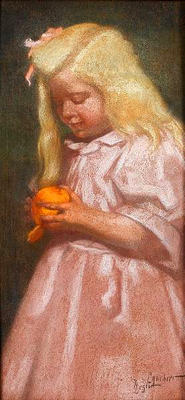
L'Enfant à l'orange
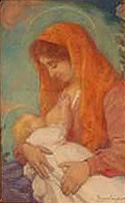
Maternité
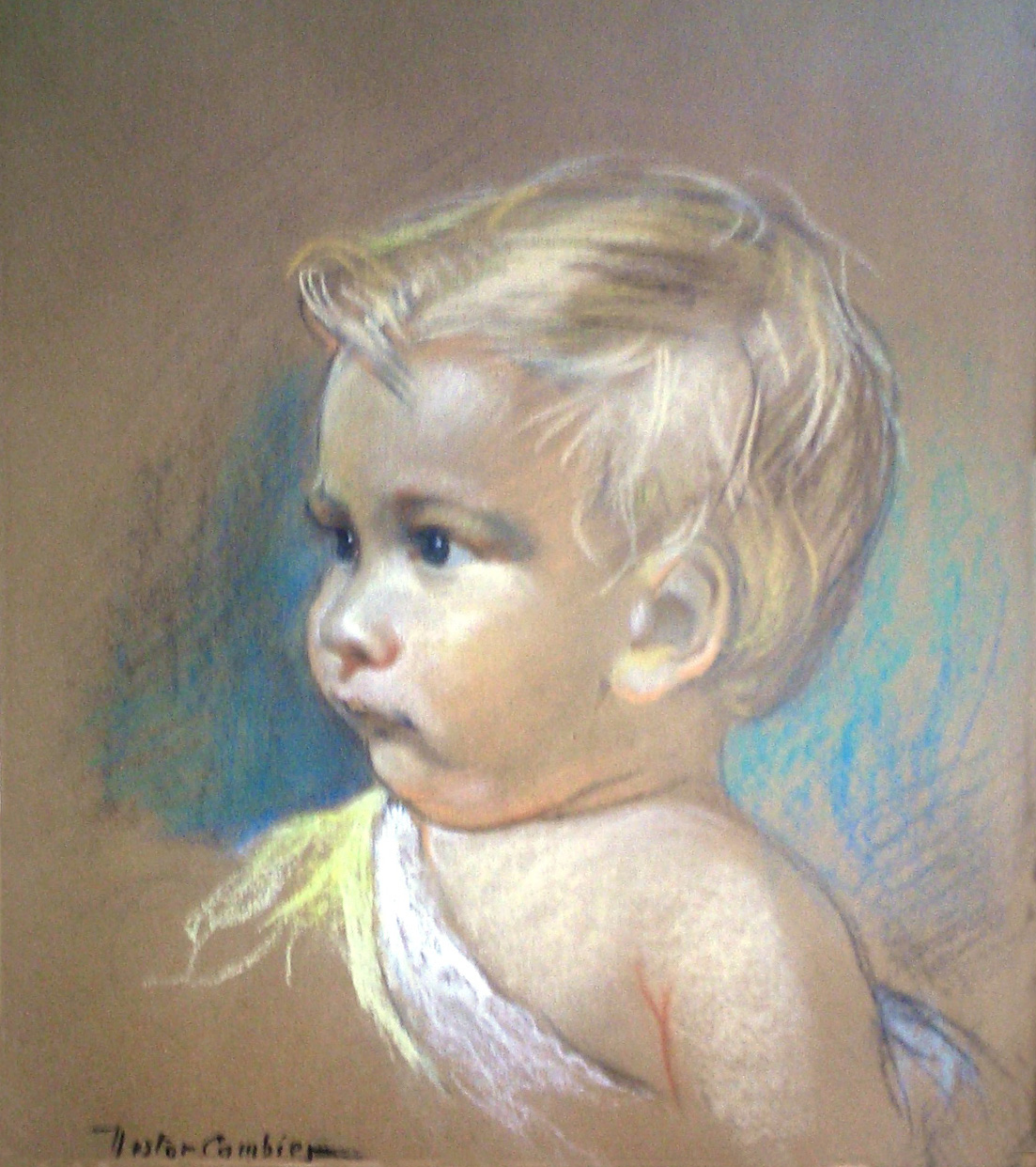
Louis (1924)
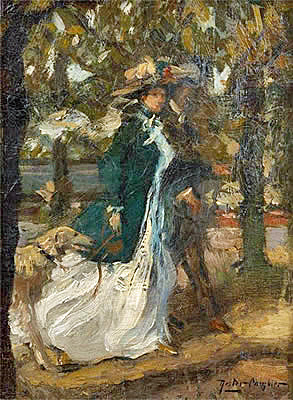
La Promenade
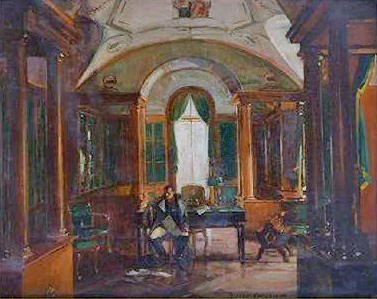
Napoléon à l’intérieur de la bibliothèque de la Malmaison
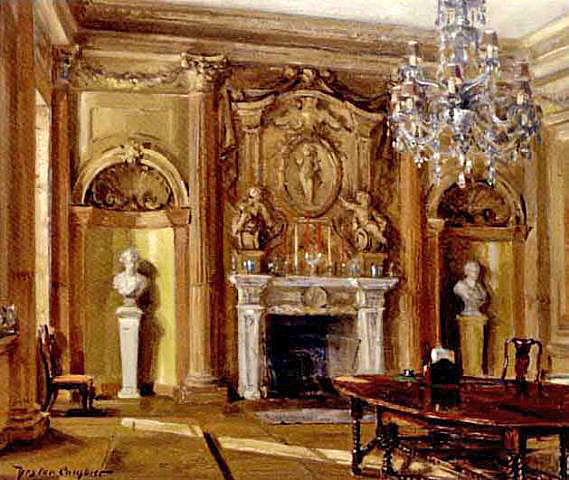
Le Salon chez le duc de Westminster (1930)
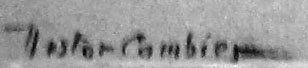
Signature de l'artiste au carbone

## Catalogue

### Œuvres datées[1]
- 1900 : Portrait d'une jeune fille et d'un paysage
- 1901 : La danse de Salomé - 19.1" × 10.6" - au Pastel
- 1906 : Vue du pont de Brooklyn, New York - 15.7" × 23.2" - Oil/canvas
- 1907 : Portraits aux États-Unis
- 1908 : Vitraux pour Newark Cathedral, New Jersey
- 1909 : Portrait du Cardinal Mercier, popularisé par la gravure
- 1910 : Portrait du violiniste César Thomson
- 1911 : Portrait du ministre Jules Renkin
- 1912 : Procession en Brabant
- 1913 : Paysage des environs de Durbuy
- 1916 : Portrait de Lady Barber en tenue d'Amazone, montré à la Royal Academy
- 1917 : 
  - La Triomphe des Alliés, une grande fresque pour l'institut militaire de Port-Villez (Eure)
  - Portraits de Lady Barber (Culham Court)
  - Les Blue Bells dans la forêt (Culham Court)
  - Culham Court (The Rock Gardens)
  - La salle à manger à Culham Court
  - Le Miroir (Culham Court)
- 1924 : Louis (propriété de L. Calvete) - 13" × 12" - au Pastel
- 1930 : Le Salon chez le Duc de Westminster - 35.5" × 40.6" - Oil/panel
- 1930 : Dessin dedicacé à I. Calvete
- 1935 : Portrait de la Reine Astrid

### Œuvres non datées[7]
- Le combat de Kato[1]. - 9.1" × 11" - Oil
- Napoléon à l'intérieur de la bibliothèque de la Malmaison - 14.96" × 18.90" - Oil
- Jeune femme en blanc dans un intérieur - 16.54" × 12.60" - Oil
- Coin de mon jardin - 16" × 12" - Oil
- Élégante au jardin - 15.7" × 11.8" - Oil
- Élégante dans un intérieur - 14.2" × 11" - Oil
- Fillette assise sur le canapé rouge - 18.5" × 14.2" - Oil
- La salon de la Comtesse de Bousies à Bruxelles - 9.1" × 11.4" - Oil
- Le chien au nœud vert - 20.1" × 9.8" - Oil
- Les baigneuses - 11" × 16.3" - Oil
- Troupeau de vaches et moutons dans les ruines - 13.4" × 17.3" - Oil
- Vallée de la Meuse ensoleillée - 15.4" × 19.3" - Oil
- Bord de la Meuse - 9.1" × 11" - Oil
- Vue de Bruges - 9.3" × 14.6" - Oil
- Le dîner este servi - 65" × 52" - Oil/Panel
- Intérieur d'une église - 23.62" × 19.69" - huile/Panel
- Grand place de Bruxelles - huile/Panel
- Intérieure d'une église - 23.6" × 19.7" - Panel
- Intérieur - 19.7" × 25.6" - Panel
- L'alcôve verte - 12.6" × 16.1" - Panel
- Intérieur - 19.7" × 25.6" - Panel
- Intérieur d'Église - 23.6" × 19.7" - Panel
- La Promenade - Oil/Canvas
- Dans un jardin de roses - 25.2" × 19.7" - Oil/Canvas
- Paysage enneigé avec église[8] - 32" × 41.2" - Oil/Canvas
- Intérieur - 12.2" × 11" - Canvas
- Intérieur - 12.2" × 11" - Canvas
- Sans Titre - 25.6" × 21.7" - Painting
- Maternité - 18.90" × 12.20" - au Pastel
- L'enfant à l'orange - 21.06" × 10.24" - au Pastel
- Salon de la Ambassade Belge à Londres - 17.3" × 23.6" - au Pastel
- L'enfant à l'orange - 21.3" × 10.2" - au Pastel
- Park View - 5.5" × 8.3" - au Pastel
- L'église de Dave sur Meuse - 13" × 10.2" - Dessin
- Forêt (paysage) - 5.3" × 7.3" - Dessin
- Cygnes glissant sur l'eau le long de l'hôpital Saint-Jean à Bruges
- Grange de l'Abbaye Ter Doest à Lissewege - 13.6" × 15.6" - au Charbon
- L'Église à Landelies (Charleroi) - 15.4" × 13.8" - Crayon
- Sans Titre (Femme aux Chaussures Roses) - 16.3" × 9.6" - Aquarelle
- Sans Titre (Paysage) - 13.8" × 15" - Crayon
- Sans Titre (Intérieur) - 11" × 13.2" - Crayon
- Vechmael (Limbourg) - 15.7" × 13.8" - Crayon
- La salon de la Comtesse de Bousies à Bruxelles - 23" × 29"
- Vue de la Tamise à Londres
- Le chœur de l'Église St-Croix à Ixelles
- Silène ivre soutenu par un faune et une bacchante
- Musées royaux des Beaux-Arts, illustrations des volumes pour R. Bazin, Comte Carton de Wiart (Mes Vacances au Congo), Charcot.
- Dessin original sur le page de garde d'un catalogue. Type Brugeois, portrait dessin a crayon de couleur  ca. 9 × 7 cm.
- Portrait dessin éclatant par l'artiste pendant une visite au Salon de Bruges de 1913-14, sur le page de garde du catalogue du Salon : Cercle artistique Brugeois, XXXVIe Salon, in-8°, 21.5 × 11 cm, reliure rigide original. Nestor Cambier était représenté par cinq peintures. Quatre étaient marquées en rouge avec la remarque qu'elles avaient été volées par les Allemands à Blankenberge[9].

### Portraits non datés[1]
- Portrait of General Sir Douglas Dawson, Full Length in Court Dress, 60 × 43.8, huile sur toile
- Baron Cartier de Marchienne, Ambassadeur Belge a Londres
- Joe Chamberlain, dans le galerie de l'Union Committee Room
- Sir Douglas Dawson, secrétaire de l'Ordre de la Jarretière
- Mrs Edward Tchurlow, montré à l'Exposition d'Art Belge à Brighton, 1930
- Comtesse Pierrefeu Villeneuve
- Baron de Lambert
- Les Vicomtes de Pierrefeu
- Sir William Holdsworth, peintre à l'Université d'Oxford
- Doyen de Faculté de Droit à Birmingham.